# Antti Aarne

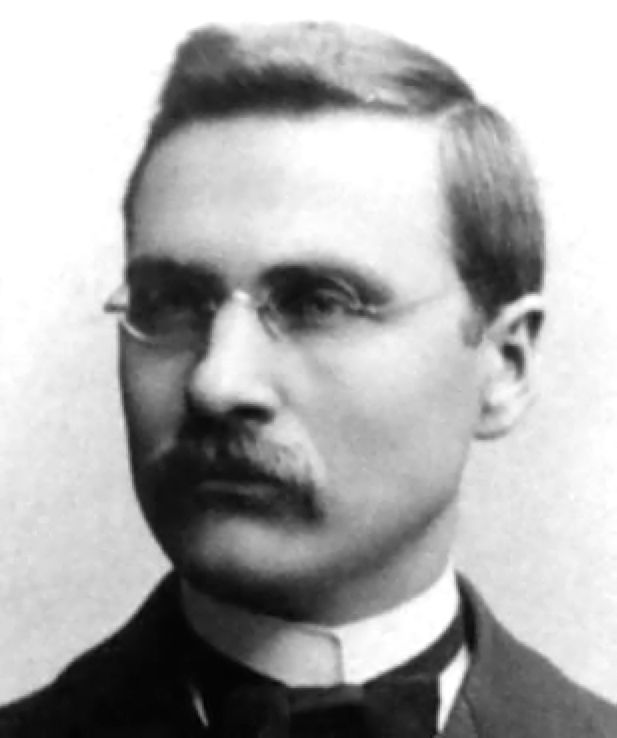
Antti Amatus Aarne

Antti Amatus Aarne albo  Anti Amatus Aarne (ur. 5 grudnia 1867 Pori – zm. 5 lutego 1925 Helsinki) – folklorysta fiński, badacz utworów wczesno- i średniofińskich. Był współtwórcą klasyfikacji Aarne-Thompsona, obowiązującej w identyfikacji i klasyfikowaniu utworów ludowych (1910). Autor największego opracowania fińskich utworów ludowych.
Studiował w latach 1893 w Rosji. Pierwsze jego dzieło to wydane w roku 1908 Badania porównawcze baśni fińskich – wprowadził nim zasadę porównawczej metody geograficzno-historycznej przy analizie tekstów ludowych (tzw. szkoła fińska). Od 1911 pracował jako folklorysta na Uniwersytecie Helsińskim. Od 1922 pracował na stanowisku profesora na Uniwersytecie w Helsinkach. W 1916 został członkiem Fińskiej Akademii Nauk.

## Publikacje
- 1908: Vergleichende Märchenforschung (Badania porównawcze baśni fińskich)
- 1910: Die Zaubergaben: eine vergleichende Märchenuntersuchung,
- 1910: Verzeichnis der Märchentypen – typologiczny[3] indeks bajek według wariantów i motywów.
- 1911: Finnische Märchenvarianten
- 1913: Die Tiere auf der Wanderschaft, Leitfaden der vergleichenden Märchenforschung
- 1914: Schwänke über schwerhörige Menschen
- 1915: Der Mann aus dem Paradiese in der Literatur und im Volksmunde
- 1916: Der reiche Mann und sein Schwiegersohn
- 1918: Estnische Märchen- und Sagenvarianten
- 1918-19: Vergleichende Rätselforschungen I–III
- 1922: Das estnisch-ingermanländische Maie-Lied
- 1923: Das Lied vom Angeln der Jungfrau Vellamos
- 1930: Die magische Flucht